# 키콴 맨션

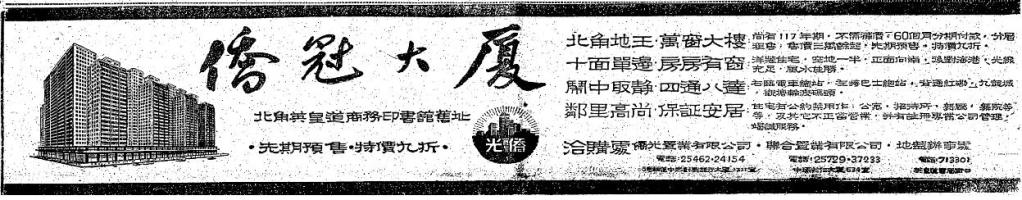
키콴 맨션의 분양 당시 신문 광고의 모습

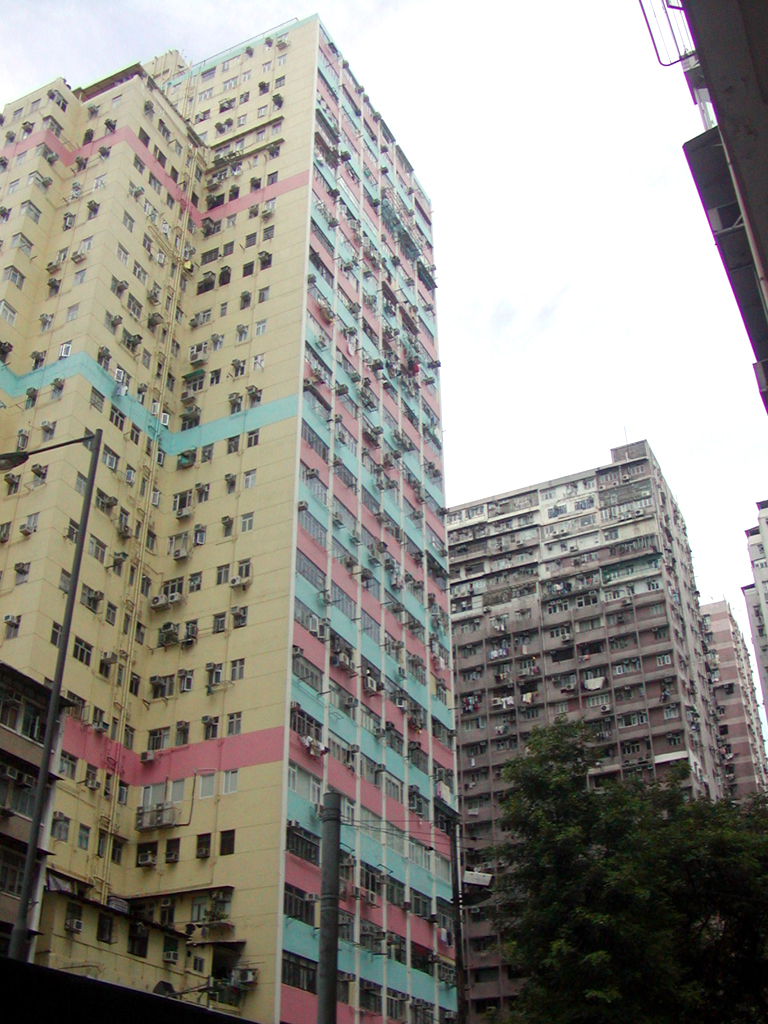
2007년 당시의 키콴 맨션

키콴 맨션(중국어: 僑冠大廈, Kiu Kwan Mansion)은 홍콩에서 가장 오래된 주거 시설 형태의 건축물이자 주거용 빌딩이다. 그러나 해당 맨션은 1966년 7월에 준공되었던 것으로 보이게 되며 총 가구수는 624세대의 규모로 이루어져 있다. 그러나 이 아파트가 홍콩의 압구정 현대아파트라는 별명을 두고 있는 것으로 보이게 되지만, 위치는 베이자오에 위치하고 있다. 그래서 이 아파트가 홍콩의 별천지 같은 느낌을 가지고 있다. 또한 리모델링 역시 1996년부터 2007년까지 진행된 것으로 보인다. 그러니까 해당 아파트는 홍콩에서 가장 오래된 주거 시설로 손을 꼽히는 것으로 드러나고 있어 비슷한 시기의 한국의 마포아파트보다도 늦게 입주하고 있는 것으로 보고되어 있다. 또한 최고 기록은 1971년까지 지속되었으며 이후에는 펄시티 맨션으로 자리를 넘긴 바 있다.

## 미디어
2003년에 개봉된 영화 《쌍웅》에 이를 무대로 하고 있다.

## 그 외
6·7 폭동이 일어난 장소 중의 하나이기도 하다.

## 같이 보기
- 홍콩의 마천루 목록
- 마포아파트
- 펄시티 맨션
- 윙 온 하우스